# Maria Leszczyńska
Maria Carolina Sofia Felícia Leszczyńska (em polaco: Maria Karolina Zofia Felicja Leszczyńska; em francês: Marie Caroline Sophie Félicité Leszczynska; Trzebnica, 23 de junho de 1703 – Versalhes, 24 de junho de 1768) foi a esposa do rei Luís XV e Rainha Consorte da França e Navarra de 1725 até à sua morte, sendo a consorte que ocupou o cargo por mais tempo na história da monarquia francesa, por 42 anos, 9 meses e 19 dias.
Nascida uma aristocrata polaca, filha do rei eleito Estanislau I da Polônia e sua esposa Catarina Opalińska, Maria foi recebida com certa frieza pelo povo e nobreza da França quando do seu casamento com o rei Luís XV, em grade parte devido à sua "baixa estirpe". No entanto, ao longo dos anos sua piedade e generosidade, apoio a inúmeras obras de caridade e introdução de muitos costumes polacos na corte tornaram-na bastante popular. Como rainha, absteve-se de assuntos políticos, embora suas conexões dinásticas com a Polônia envolveram a França na Guerra de Sucessão Polaca o que resultou na eventual anexação da Lorena pela França. Ela teve que suportar as várias traições do marido e foi ofuscada por suas célebres amantes, em particular por Madame de Pompadour.

## Personalidade

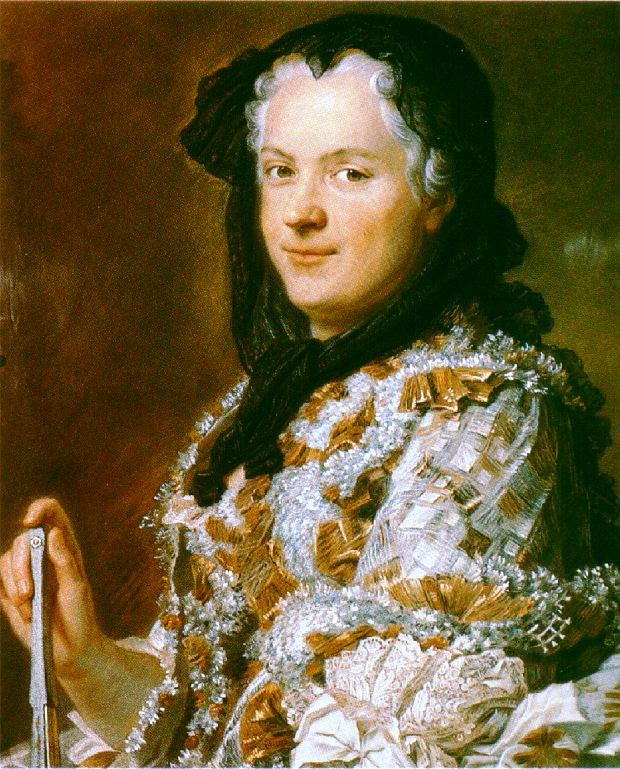
Rainha Maria Leszczyńska por Maurice Quentin de La Tour.

A rainha era muito piedosa, entre suas frases estavam É melhor ouvir aqueles que gritam de longe "aliviem nossa miséria", do que aqueles que nos dizem ao ouvido "aumente nossa fortuna". e Não preciso de vestidos quando os pobres não têm camisa. Tinha como confessor o capuchinho Ambroise de Lombez e como confidente Raoul IV de La Barre de Nanteuil (1743-1833). Os capuchinhos foram recebidos na corte. Iniciada nesta devoção ao Sagrado Coração no Convento da Visitação em Varsóvia, ela ampliou a ordem religiosa por toda a França. Ela tinha um altar do Sagrado Coração erguido na capela do Palácio de Versalhes. Ela pediu aos bispos da assembléia geral do clero da França em Paris que estabelecessem a festa do Sagrado Coração em suas dioceses, que foi aprovada por uma carta de 14 de agosto de 1765.
A rainha também tinha uma grande devoção à Virgem Maria e frequentava regularmente a Basílica de Notre-Dame de Marienthal em Haguenau, na Alsácia, que ela regava com doações. Uma característica marcante da rainha eram as grandes quantias ofertadas por ela à caridade;  O bem de uma mãe não pertence a seus filhos?, disse Maria ao seu tesoureiro, após este reclamar de sua caridade excessiva. Ela também tinha um carinho especial pela Abadia de Gräfinthal, no Sarre, onde realizou uma peregrinação, onde sua irmã Ana Leszczyńska, que havia morrido em 1717, estava enterrada.

## Biografia

### Primeiros Anos

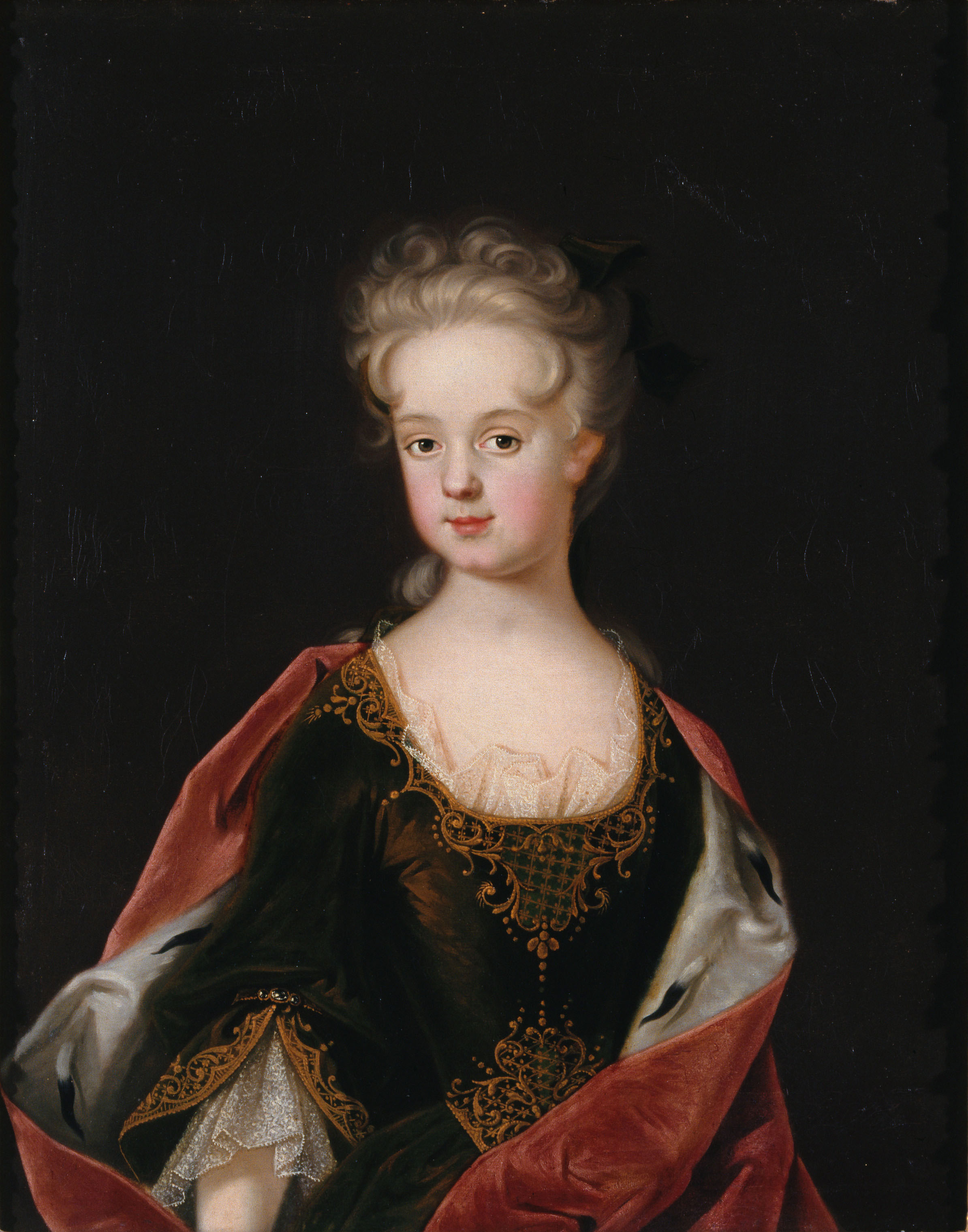
Maria Leszczyńska, quando criança por Johan Starbus, 1712.

Nascida em 23 de junho de 1703 em Trzebnica, na Baixa Silésia, Maria Carolina Sofia Felícia Leszczyńska era filha do então voivoda Estanislau Leszczyński (futuro rei Estanislau I da Polônia) e Catarina Opalińska. Maria tinha uma irmã mais velha, Ana Leszczyńska, que morreu jovem e cuja existência não era mencionada por ela; o rei Luís XV, futuro marido de Maria, ficou surpreso ao saber que a esposa tinha uma irmã, após anos de casamento. Em 1704, seu pai, graças ao apoio do rei Carlos XII da Suécia que havia invadido o país, foi eleito rei da Polônia.
Em 1709, após a derrota decisiva de Carlos XII na Batalha de Poltava contra Pedro, o Grande, da Rússia, Augusto, o Forte, conseguiu se restabelecer como rei polaco. O pai de Maria foi deposto e exilado quando o exército sueco foi expulso da Polônia, e a família recebeu refúgio por Carlos XII na cidade sueca de Kristianstad na Escânia. Durante a fuga, Maria foi separada do resto de sua família; ela foi encontrada mais tarde com sua ama de leite escondida em um berço em um estábulo, embora outra versão afirme que na verdade foi em pedreira em uma antiga mina.
Na Suécia, a família foi acolhida pela rainha-mãe Edviges Leonor e tornaram-se membros populares da vida social nas propriedades da nobreza nos arredores de Kristianstad; em 1712, eles também visitaram Medevi, o spa da rainha-mãe. Durante sua estadia na Suécia, Maria aprendeu sueco e quando tornou-se rainha da França era conhecida por receber embaixadores suecos na França com a frase em sueco: Bem-vindo, meus queridos!. Em 1714, Carlos XII deu-lhes permissão para viver na província sueca de Zweibrücken, na Alemanha, onde se sustentavam com os rendimentos do Zweibrücken; ali viveram até a morte de Carlos XII em 1718. Após a morte de Carlos XII, em 11 de dezembro de 1718, a família Leszczynski teve que deixar o Palatinado-Zweibrücken e foi recebida na França, onde Estanislau recebeu uma pequena pensão em nome do rei, mas que foi paga irregularmente.
Posteriormente, após a morte de Augusto, o Forte, em 1733, o pai de Maria chegou a recuperar o trono polaco com o apoio da França, mas foi logo deposto novamente pelo filho de Augusto, recebendo o título de duque da Lorena como compensação. O novo duque foi descrito como uma soberano patrono da tolerância religiosa, arte, arquitetura, literatura e muitas instituições sociais.

### Casamento

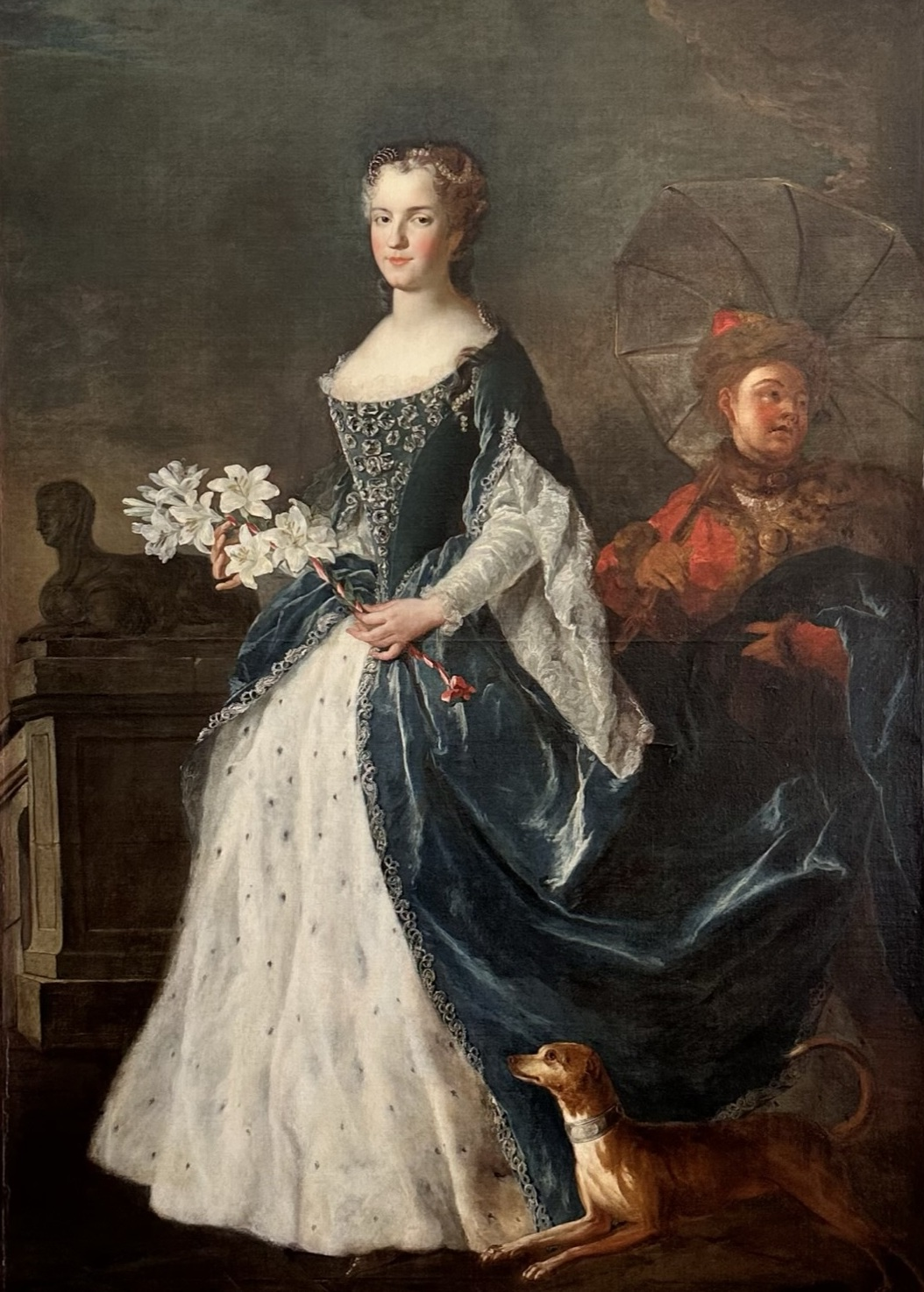
Rainha Maria Leszczyńska por Alexis Simon Belle, 1744.

Descrita como uma beldade, bem-educada e graciosas em maneiras e movimentos, Maria teve vários pretendentes. Em 1720, ela foi sugerida como noiva do duque de de Bourbon, regente da França, mas sua potencial sogra Luísa Francisca de Bourbon recusou-se a dar seu consentimento. O marquês de Courtanvaux pediu ao regente que fosse elevado a duque para casar-se com Maria, mas quando o regente recusou, o casamento tornou-se impossível por causa de sua falta de posição. Luís Jorge, marquês de Baden-Baden, também pediu a mão de Maria, mas as negociações de casamento fracassaram por causa de seu dote insuficiente.  Estanislau então tentou, sem sucesso, arranjar um casamento para ela com o conde de Charolais, irmão do duque de Bourbon. Em 1724, ela foi sugerida pelo conde d'Argensson como uma potencial noiva do duque de Orleães, mas sa mãe deste, Francisca Maria de Bourbon, desejava um casamento dinástico com vantagem política.
Nesse ínterim, o jovem rei Luís XV da França, com apenas quinze anos, adoeceu pela enésima vez em fevereiro de 1725 e o duque de Bourbon temia que o duque de Orleães, filho do falecido regente e seu rival, herdasse o trono. Para evitar que tal coisa acontecesse, teria que garantir rapidamente alguma descendência do jovem rei. Portanto, depois de ter compilado uma lista de novente e nove princesas europeias elegíveis para se casar com o jovem rei, a escolhida foi Maria Leszczyńska que tinha idade suficiente para ter filhos, ao contrário da jovem noiva do rei a infanta Mariana Vitória da Espanha, que é mandada de volta ao seu país. Maria era a noiva perfeita pois com seu pai deposto a França não teria que se preocupar com relações diplomáticas.
O anúncio do casamento de Luís XV com Maria foi mal recebido na corte francesa, por causa das "origens simplórias" da família Leszczyński; sendo a monarquia polaca eletiva, seus reis não pertenciam a grandes dinastias e, portanto, Maria era considerada de "baixo pedigree". Foram espalhados rumores que Maria era feia, epilética e estéril e Isabel Carlota de Orleães, que planejava casar o rei com sua filha Ana Carlota de Lorena, escreveu Tenho que admitir que é surpreendente que para o rei, cujo sangue é o único sangue real na França, buscar uma parceira tão inadequada e que se case com uma simples senhora polaca, [...] cujo pai foi rei apenas por vinte e quatro horas.

### Rainha
Como rainha, Maria cumpriu seu papal com maestria, num intervalo de doze anos a consorte deu à luz dez filhos. Sobre Maria dizia-se: Sempre dormindo, sempre grávida, sempre dando à luz. Todavia, ela teve que suportar as traições do marido. De fato, o Luís XV permaneceu fiel à esposa durante os primeiros anos de casamento, mas após a rainha encerrar às visitas íntimas ao rei, a conselho de seus médicos que a advertiram que outra gravidez seria fatal, o jovem e energético Luís se entediou da mulher, considerada de idade madura, e deixou-se guiar pelos prazeres.
Após o nascimento de sua última filha, Luís XV começou a se relacionar com as famosas irmãs de Nesle. Quase todos os reis que o haviam precedido no trono da França tiveram amantes. Inclusive, era de se esperar que Luís, mais cedo ou mais tarde, escolhesse uma favorita. Era fundamental para a construção da imagem viril do monarca possuir uma maîtresse–en-titre (amante-chefe), posição essa que no reinado anterior fora ocupada por mulheres ilustres, tais como Madame de Montespan e Madame de Maintenon. No reinado de Luís XV, porém, essa posição seria melhor ocupada por Jeanne-Antoinette Poisson. Jeanne foi a figura de maior influência na corte, tanto na política, quanto no vestuário e nas artes; tudo o que ela usava, lia ou vestia era rapidamente consumido pelo restante da Europa. A princípio, o relacionamento dela com Maria fora bastante cordial. Quando Jeanne foi condecorada pelo amante com o título de "Marquesa de Pompadour", se dirigiu aos aposentos da rainha para prestar reverência. Todavia, a cordialidade com que Maria tratou a nova favorita do rei deve ao fato da mesma tentar agradar Luís XV. Tratar as irmãs de Nesle com indiferença só havia lhe causado mais aborrecimento junto ao marido. Dessa vez, a rainha estava disposta a reparar as coisas. A marquesa permaneceu como amante-chefe do rei até sua morte em 1764.
Politicamente, Maria se absteve, com exceção de 1738, quando suas conexões dinásticas com a Polônia levaram Luís XV a declarar guerra à Saxônia, Prússia, Rússia e ao Sacro Império, durante a Guerra de Sucessão Polaca, pois julgava ser herança do pai de Maria, Estanislau I Leszczyński. Eventualmente, Augusto, o Saxão, foi estabelecido como rei da Polônia e o pai da rainha foi declarado o novo soberano do Ducado de Lorena, anexado pela França.
Uma amante da música e da pintura, Maria era uma mecenas das artes. Ela contribui com a sua nora Maria Josefa da Saxônia para trazer até Versalhes artistas de renome como Farinelli, em 1737, que dá a ela aulas de canto, ou o jovem prodígio Wolfgang Amadeus Mozart, em 1764.
Ela morreu a 24 de junho de 1768 em Versalhes. Seu corpo foi sepultado na Basílica de Saint-Denis, a necrópole dos reis franceses, enquanto o seu coração seu foi colocado ao lado do túmulo de seus pais na Igreja de Notre-Dame-de-Bonsecours em Nancy. Ambos seus túmulos foram profanados e destruídos durante a Revolução Francesa.

## Representações na cultura

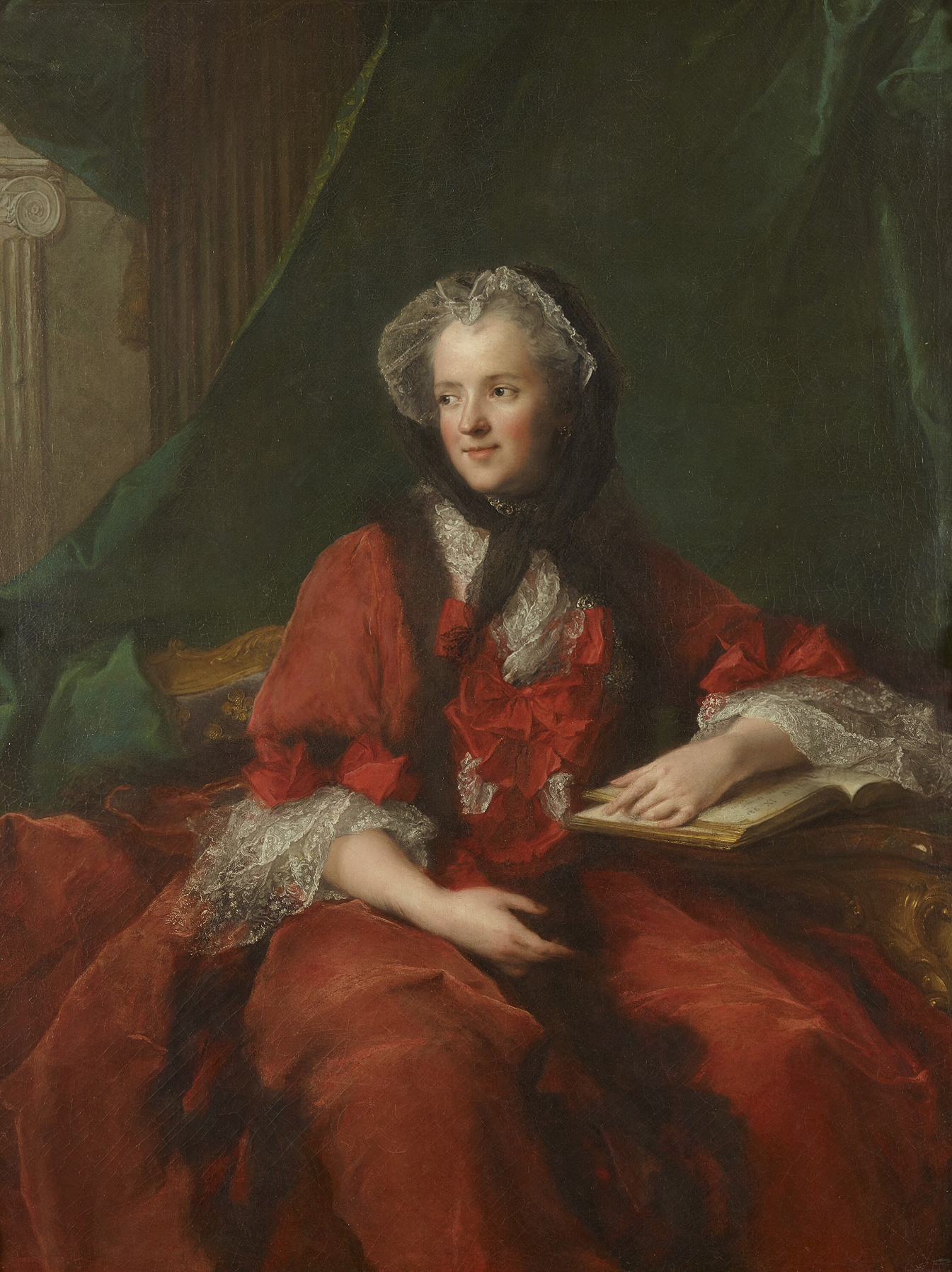
Rainha Maria Leszczyńska por Jean-Marc Nattier, 1748.

Maria foi a mecenas do pintor Jean-Marc Nattier, a quem encomendou em 1748, para pintar o último retrato em que posou, um retrato incomum por ser informal. No retrato Maria é apresentada como uma rainha católica simples e digna lendo a bíblia. Retratos de Maria também foram executados pelo pintor francês Louis-Michel van Loo. As pinturas de van Loo foram gravadas por L. Crespy, N. Larmessin e J. Moyreau.
Cinema
- Se Versalhes Falasse... (1954), interpretada por Tania Fédor.[44]
- Carlo Goldoni: Veneza, Gran Teatro del Mondo (2007), interpretada por Silvia Fuga.[45]

Televisão
- Monsieur Pompadour (1973), interpretada por Éliane Varon.[46]
- Jeanne Poisson, marquise de Pompadour (2006), interpretada por Charlotte de Turckheim.[47]

Outros
Maria Leszczyńska é a personagem principal do livro The Royal Merry-Go-Round, que retrata as aventuras amorosas do rei Luís XV.
Maria também é retratada no anime Le Chevalier D'Eon, onde a mesma está entre os principais personagens da trama. No documentário Louis XV, le soleil noir foi interpretada pela atriz Karine Pinoteau.

## Descendência

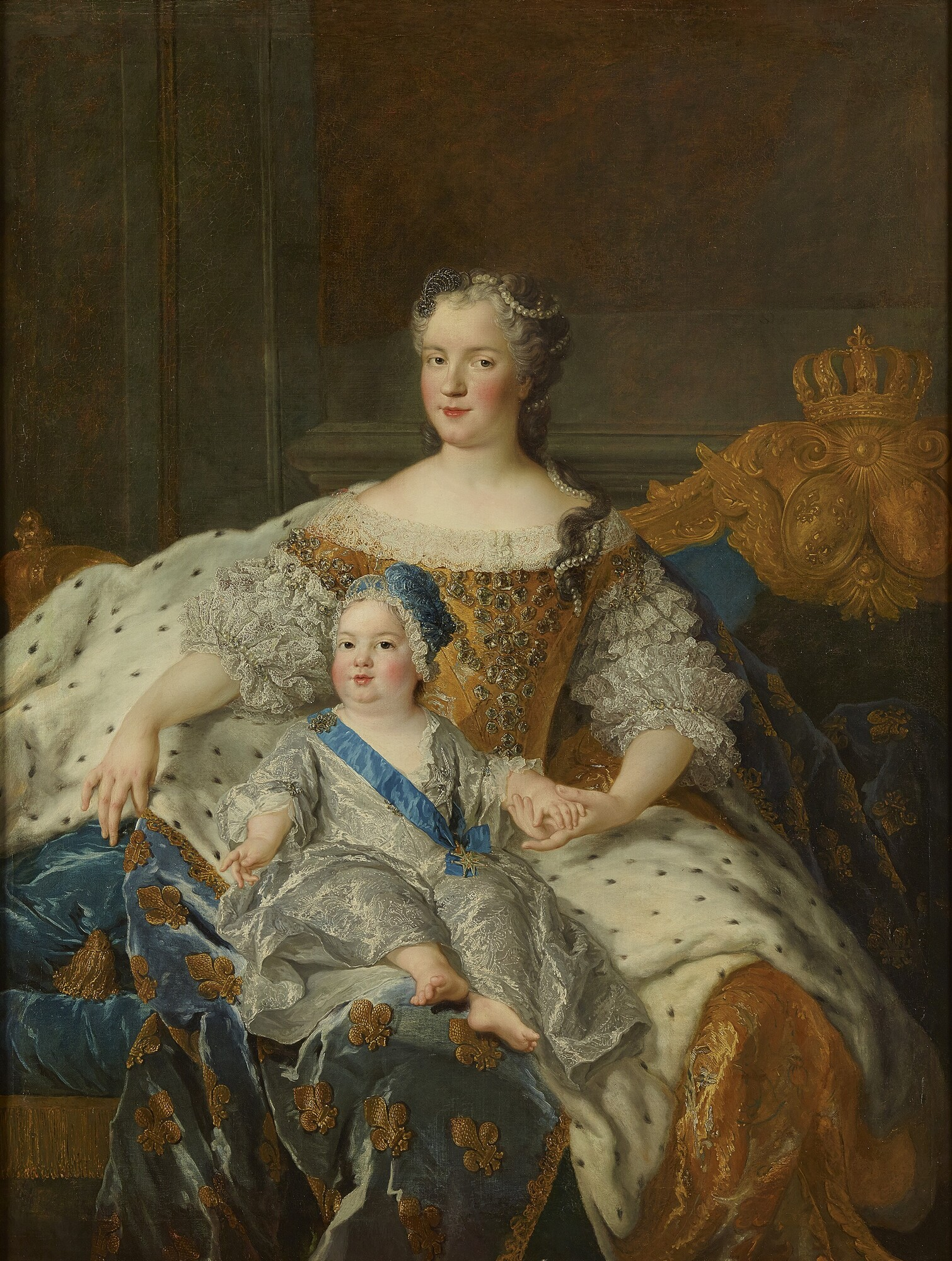
Rainha Maria Leszczyńska com o delfim Luís por Alexis Simon Belle, c. 1730.

| Nome                        | Nascimento            | Morte                   | Observações |
| --------------------------- | --------------------- | ----------------------- | --- |
| Luísa Isabel de França      | 14 de agosto de 1727  | 6 de dezembro de 1759   | Casou-se com Filipe, Duque de Parma em 1739, com descendência.                                                                          |
| Henriqueta Ana de França    | 14 de agosto de 1727  | 10 de fevereiro de 1752 | Madame Seconde |
| Maria Luísa de França       | 23 de julho de 1728   | 19 de fevereiro de 1733 | Madame Troisième |
| Luís, Delfim da França      | 4 de setembro de 1729 | 20 de dezembro de 1765  | Casou-se com Maria Teresa Rafaela da Espanha em 1745, com descendência. Casou-se com Maria Josefa da Saxônia em 1747, com descendência. |
| Filipe, Duque de Anjou      | 30 de agosto de 1730  | 7 de abril de 1733      | Morreu na infância. |
| Maria Adelaide de França    | 23 de março de 1732   | 27 de fevereiro de 1800 | Duquesa de Louvois juntamente com a irmã Sofia.                                                                                         |
| Vitória de França           | 11 de maio de 1733    | 7 de junho de 1799      | Madame Quatrième |
| Sofia Filipina de França    | 27 de julho de 1734   | 2 de março de 1782      | Duquesa de Louvois juntamente com a irmã Adelaide.                                                                                      |
| Teresa Felicidade de França | 16 de maio de 1736    | 28 de setembro de 1744  | |
| Luísa Maria de França       | 15 de julho de 1737   | 23 de dezembro de 1787  | Tornou-se uma freira com o nome de Teresa.                                                                                              |